# Stadion Miejski w Śremie

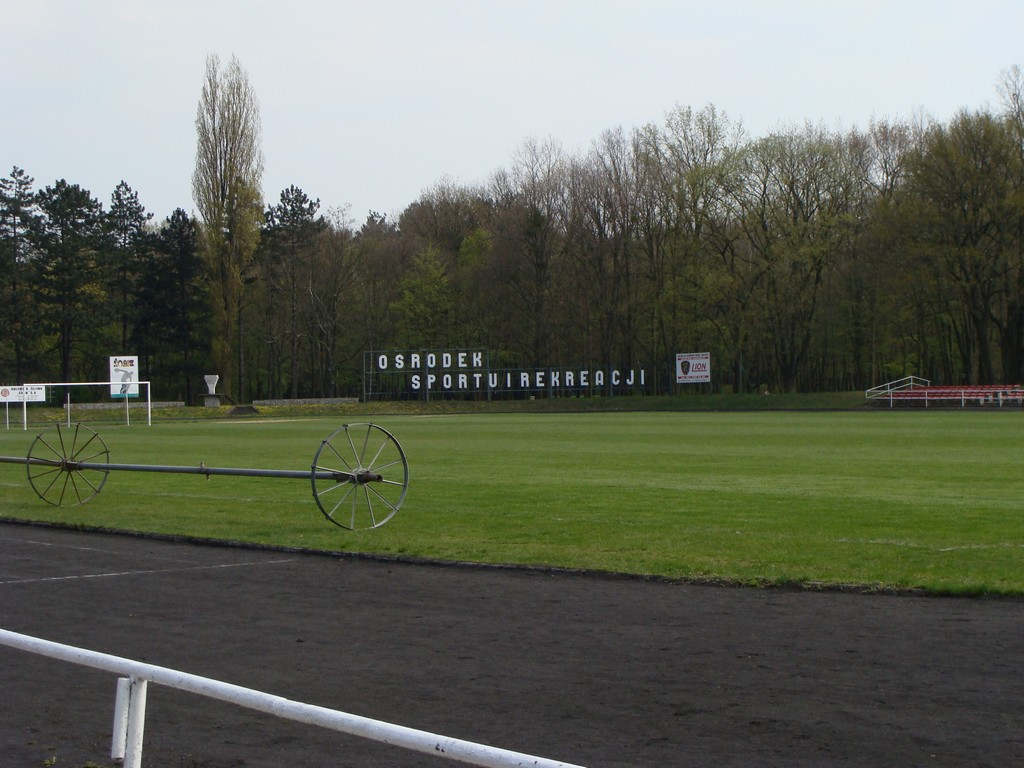
Stadion Miejski w kwietniu 2008

Stadion Miejski – wielofunkcyjny stadion w Śremie. Jego trybuny mogą pomieścić 3000 widzów. Domowe spotkania rozgrywają na nim piłkarze UKS Śrem oraz Warta Śrem.
Boisko sportowe w Parku im. Powstańców Wielkopolskich powstało w okresie międzywojennym. Po II wojnie światowej obiekt służył żużlowcom klubu Sparta Śrem. Drużyna ta po raz ostatni wystąpiła w rozgrywkach ligowych w 1964 r., rok później została oficjalnie rozwiązana. Kilka lat później stadion rozbudowano (przy okazji nazwano go też imieniem XXV-lecia PRL), a tor żużlowy, który miał 387 m długości, przekształcono w bieżnię lekkoatletyczną. W latach 80. XX wieku dwa spotkania w Pucharze Intertoto - w roli gospodarza - rozegrał tutaj Lech Poznań, 28 czerwca 1986 z LASK Linz (0:0) i 25 lipca 1987 z Plastiką Nitra (3:0).